# Action Cycling Team
Das Action Cycling Team war ein taiwanisches Straßenradsportteam aus der mit Sitz in Taichung.
Die Mannschaft wurde 2010 als Continental Team gegründet. Manager war zuletzt Lin Wei-hsin, der von den Sportlichen Leitern Hsu Jui-te, Lin Kun-hung und Wang Shu-chen unterstützt wurde. Ende der Saison 2012 wurde das Team aufgelöst.

## Saison 2012

### Erfolge in der Asia Tour
In der Saison 2012 wurden folgende Erfolge in der UCI Asia Tour erzielt.
| Datum   | Rennen                      | Kat. | Fahrer          |
| ------- | --------------------------- | ---- | --------------- |
| 5. Juni | 2. Etappe Tour de Singkarak | 2.2  | Hsiao Shih-hsin |

### Abgänge-Zugänge
| Zugänge          | Team 2011                  | Abgänge       | Team 2012    |
| ---------------- | -------------------------- | ------------- | ------------ |
| Liu Wei-chieh    | Action Cycling Team (2010) | Lin Kun-hung  | Karriereende |
| Chen Chien-liang | Neoprofi                   | Fan Yung-yi   | Unbekannt    |
| Chien Wen-lung   | Neoprofi                   | Fang Po-hao   | Unbekannt    |
| Hsieh Chang-ying | Neoprofi                   | Lee Wei-cheng | Unbekannt    |
| Liu Ching-feng   | Neoprofi                   | Tsai Chung-yu | Unbekannt    |
| Yang Wu-hsin     | Neoprofi                   |               |              |

### Mannschaft
| Name             | Geburtstag         | Nationalität      | Team 2013       |
| ---------------- | ------------------ | ----------------- | --------------- |
| Chang Ting-chuan | 18. September 1992 | Chinesisch Taipeh |                 |
| Chen Chia-chun   | 27. Mai 1991       | Chinesisch Taipeh |                 |
| Chen Chien-liang | 7. November 1993   | Chinesisch Taipeh |                 |
| Chiang Ssu-han   | 29. September 1989 | Chinesisch Taipeh |                 |
| Chien Wen-lung   | 25. Juni 1989      | Chinesisch Taipeh |                 |
| Feng Chun-kai    | 2. November 1988   | Chinesisch Taipeh | Champion System |
| Hsiao Shih-hsin  | 3. April 1990      | Chinesisch Taipeh |                 |
| Hsieh Chang-ying | 31. Januar 1993    | Chinesisch Taipeh |                 |
| Liu Ching-feng   | 11. Mai 1993       | Chinesisch Taipeh |                 |
| Liu Wei-chieh    | 25. Mai 1988       | Chinesisch Taipeh |                 |
| Pan Chun-liang   | 17. September 1991 | Chinesisch Taipeh |                 |
| Yang Wu-hsin     | 11. Mai 1993       | Chinesisch Taipeh |                 |

## Saison 2011
siehe Hauptartikel Action Cycling Team/Saison 2011

## Saison 2010
siehe Hauptartikel Action Cycling Team/Saison 2010

## Platzierungen in UCI-Ranglisten
UCI Asia Tour
| Saison | Mannschaftswertung | Fahrerwertung        |
| ------ | ------------------ | -------------------- |
| 2010   | 38.                | Feng Chun-kai (137.) |
| 2011   | 53.                | Lee Wei-cheng (188.) |
| 2012   | 35.                | Feng Chun-kai (56.)  |